# 川相拓也
川相 拓也（かわい たくや、1990年11月25日 - ）は、神奈川県横浜市出身の元プロ野球選手（内野手）、指導者。右投右打。プロでは育成選手であった。愛称は「タク」。
父は元プロ野球選手で読売ジャイアンツ（巨人）で二軍監督などを務めた川相昌弘。拓也の巨人所属期間中も一軍ヘッドコーチや三軍監督を務めていた。

## 経歴
小学1年生から野球を始め、地元の軟式野球クラブチーム・若葉フレッシュリーブスで外野手や投手を務めた。
桐蔭学園高等学校進学後2年時に左打ち転向。高校時代は県大会4強が最高成績で甲子園出場実績は無し。
桜美林大学では硬式野球移行後の1期生として入団し、50m6秒0の俊足を生かし1年生からスタメンに定着。卒業時までに首都大学野球連盟2部リーグで3度のベストナインに輝くもプロからの指名はなく、卒業後は学生コーチとして大学に残るが、春のリーグ戦をもって学生コーチを辞め、渡米してテキサス州で行われたサマー・リーグに参戦し、実戦感覚を取り戻す。米独立球団のエディンバーグ・ロードランナーズからオファーが届く活躍を見せた。なお、結局契約はせず、現地のアマチュアリーグでプレイした。
帰国後の2014年9月に巨人の入団テストを受験し、合格。同年の育成ドラフトで指名された。入団当時は右投両打の登録だった。また、ほかには広島の入団テストも受験していた。

### プロ入り後
2015年は、二軍で40試合に出場したが31打席しか立たず、打率.111、0本塁打、0打点で長打を1本も打てなかった。
2016年は、登録を両打から右打に変更。二軍のイースタン・リーグ公式戦には出場せず、この年から正式に始動した三軍での試合にのみ出場し、38試合出場、打率.181、0本塁打、2打点とこの年も打撃に苦しんだ。一方で、犠打は12個決めている。
2017年も、三軍に帯同しているが、2年ぶりに二軍公式戦にも出場した。二軍では24試合出場、打率.276、0本塁打、2打点で、三軍では70試合出場、打率.288、1本塁打、24打点、12犠打、出塁率.371と、ある程度の打撃力の成長を見せた。しかし10月28日、球団から来シーズンの契約を結ばないことを通知された。戦力外通告は父・昌弘から直々に伝えられたという。10月31日、自由契約公示された。

### プロ引退後
2018年2月20日にこの年から社会人野球に参入するエイジェック硬式野球部に、将来的な指導者の道も視野に入れ、選手兼任コーチとして入団することが発表された。エイジェックグループの栃木県民球団がBCリーグ・栃木ゴールデンブレーブスを運営していることもあり、5月13日の栃木対巨人三軍交流戦のラジオ中継・栃木放送『栃木ゴールデンブレーブス応援中継』では解説を務めた。また、同試合の終了後には、川相と同じく前年に巨人を退団した村田修一とのトークショーも行った。2019年には同部の主将を務めていたが、2020年からは総合コーチ専任となった。同年12月11日、退団が発表された。
12月26日、エイジェック女子硬式野球部の副部長兼コーチに就任することが発表された。また4月に同社が開校したTPAトレーニングプロフェッショナルアカデミーの特別講師として主に守備、走塁を指導している。
2023年シーズンからは同野球部の部長兼ヘッドコーチに就任する。

## 選手としての特徴
50mは6.0秒。内外野どこでも守れる守備とバントには定評がある。入団当初はスイッチヒッターの登録だったが、打撃面では1年目から苦しみ、右打ち1本にしている。

## 詳細情報

### 年度別打撃成績
- 一軍公式戦出場なし

### 背番号
- 004 （2015年 - 2017年）

### 登場曲
- 「GUTS !」嵐 （2015年）
- 「Show You」Shawn Mendes （2017年）